# دکتر (عنوان)
دکتر (لاتین: doctus یا docere به معنای تعلیم دادن)، (به انگلیسی: doctor) عنوانی است که به شخص دارندهٔ مدرک دکترا به عنوان بالاترین مدرک و درجهٔ علمی دانشگاهی گفته می‌شود. طبق قوانین ثبت احوال برخی کشورها، لقبی رسمی شمرده می‌شود. این لقب پس از نوشتن رسالهٔ دکترا و دفاع از رساله در برابر هیئت آزمون به افراد حقیقی اعطاء می‌شود و دارنده این درجه می‌تواند آن را به شکل رسمی در شناسنامه خود ثبت کند. مدرک دکترا عموماً پیش شرط کسب مقام استادی یا پروفسوری در دانشگاه‌ها محسوب می‌شود. البته عنوان پروفسور به معنی آموزگار یا مُدرس یک لقب یا درجهٔ آکادمیک نیست بلکه نام شغل محسوب می‌شود. اولین مدرک دکترا در دانشگاه بولونیای ایتالیا، قدیمی‌ترین دانشگاه اروپا، در سال ۱۲۱۹ میلادی اعطاء شده‌است.

## دکترای افتخاری
نوع افتخاری دکترا که شخصیت جایزه‌ای داراست، بدون هیچ‌گونه پیش شرط تحصیلاتی یا نوشتن رساله، از طرف دانشگاه‌ها به خاطر زحمات، پشتکار و غیره به اشخاص «نمونه» اعطاء می‌گردد. افتخاری بودن دکترا می‌بایستی در مدارک، امضاء و شناسه‌های دیگر دقیقاً مشخص شود. در این رابطه اغلب از مخفف .Dr. h. c استفاده می‌شود (Dr. honoris causa). مشخص نکردن دکترای افتخاری طبق قوانین مدنی هر کشوری جرم محسوب می‌شود.

## عدم سوء پیشینه
در قوانین مدنی یا دانشگاهی بسیاری از کشورها آمده که مدرک دکترا در صورت ارتکاب جرم و سوء پیشینه‌ شخص، به وسیلهٔ هیئت ویژه دانشگاه مربوطه پس گرفته و بی‌اعتبار اعلام می‌شود. تجربه نشان می‌دهد که در رابطه با بی‌اعتبار شدن مدارک دکترا، در انتها دادگاه‌ها تصمیم می‌گیرند.

## خرید و فروش مدرک دکترا
عنوان دکتر در سراسر جهان بین مردم از محبوبیت ویژه‌ای برخوردار است. به این خاطر بسیاری سازمانهای شبه آکادمیکی ولی در حقیقت تجاری یا دانشگاه‌های گمنام و برخی غیررسمی در برابر مبلغ معینی مدرک دکترا صادر می‌کنند. مؤسسه آمریکایی Miami Life Development Church و، و، و تعدادی از صدها سازمان فروشنده مدارک دکترای فاقد ارزش هستند که در برابر مبلغ ناچیزی در حد ۱۰۰ الی ۲۵۰ دلار مدرک دکترا می‌فروشند. اینگونه مدارک در چند کشور انگشت شمار جعلی محسوب نمی‌شوند ولی در ایران و اکثر کشورهای اروپایی از دید قانون ممنوع بوده، جعلی محسوب می‌شوند و دارنده تحت پیگرد قانونی قرار می‌گیرد.
امروزه حتی در سایت حراجی ئی‌بی نیز مدارک «دکترا» حراج می‌شوند که مطلقاً فاقد هرگونه ارزشی هستند.

## لغو مدارک دکترایی که با رساله‌های جعلی و زیر پا گذاشتن حقوق مؤلف‌ها کسب شده‌اند
امروزه بررسی و ارزیابی رساله‌های دکترای اشخاص نامدار در بسیاری از کشورهای غربی رایج شده‌ است. به عنوان مثال در چند سال گذشته تارنمای آلمانی "ورونی پلاگ" صدها رساله دکترای دولت مردان و زنان، بزرگان علمی، فرهنگی و اقتصادی آلمان را مورد کاوش و ارزیابی قرار داده و در نتیجه در تعداد قابل توجهی از آن‌ها موارد غیرقانونی سنگین کشف کرده که عامل بی‌اعتبار اعلام شدن این مدارک توسط دانشگاه مربوطه گشته. مردم اروپا اینگونه مدارک دکترا را به تمسخر "ctrl c, ctrl v" (کپی/پیست) می‌نامند. وزیر دفاع سابق آلمان "Karl-Theodor zu Guttenberg"، نماینده مجلس آلمان "بیژن جیرسرایی"، وزیر فرهنگ سابق آلمان "Annette Schavan" از این قبیل هستند.

## دکتر در فرهنگ ایتالیا
در ایتالیا طبق قانون مصوبه ۲۰۰۴ م دانش‌آموخته‌گان دانشگاه را دکتر (دوتوره / Dottore) خطاب می‌کنند. مدرک کارشناس «dottore»، مدرک کارشناس ارشد «dottore magistrale» و مدرک دکترای رایج و قابل مقایسه با کشورهای دیگر جهان را «dottorato di ricerca» می‌نامند. دانش‌آموخته گان دوران قبل از این قانون که دوره‌های دانشگاهی آنان ۴ تا ۵ ساله بوده می‌توانند طبق روال قدیم خود را «dottore magistrale» بنامند. ر ک ← Bologna Process

## ابهام زدایی
کلمه‌های دکترین و دکتر (عنوان) که لقبی دانشگاهی است، با اینکه ریشه بسیار دور و مشترک در زبان لاتین دارا هستند، در معنای علمی یا مصرف عمومی در زبان‌ها، هیچ ربطی با یکدیگر ندارند. به این خاطر گویش رایج «دوکتُرین» در فارسی اشتباه است.